# Route nationale 73 (France)
Pour les articles homonymes, voir Route nationale 73.
De nos jours, la route nationale 73, ou RN 73, est une route nationale française reliant Chalon-sur-Saône à Besançon.
Mais autrefois, jusqu'aux déclassements des années 1970, la RN 73 reliait Moulins à Hésingue.

## Tracé actuel

### De Chalon-sur-Saône à La Villeneuve
Ce tronçon correspond en fait à l'ancienne RN 83bis. Les communes traversées sont:
- Chalon-sur-Saône (km 0)
- Saint-Marcel (km 3)
- Damerey (km 14)
- Sermesse (km 26)
- La Villeneuve, à l'est de Seurre (km 33)

### De La Villeneuve à Besançon
Ce tronçon est attesté appartenir à la RN 73 dès les origines (1824). Il est aujourd'hui déclassé en D 673 à partir de son entrée dans le Jura. Il passe par :
- Chemin (km 46)
- Tavaux
- Choisey
- Dole (km 63)
- Rochefort-sur-Nenon (km 72)
- Audelange
- Orchamps
- La Barre
- Ranchot
- Dampierre (km 87)
- Saint-Vit
- Besançon (km 111)

## Ancien tracé

### De Moulins à Luzy
Ce tronçon a été déclassé en D 973. La partie Moulins-Chevagnes avait été renumérotée RN 79 avant l'achèvement du tronçon correspondant de la Route Centre-Europe-Atlantique. Il passait par :
- Moulins
- Lusigny
- Chevagnes
- Garnat-sur-Engièvre
- Bourbon-Lancy
- Maltat
- Luzy

### De Luzy à Autun
Ce tronçon est repris par l'actuelle D 981, route départementale issue du déclassement de la route nationale 81.

### D'Autun à La Villeneuve
Ce tronçon a été déclassé en D 973. Il passait par :
- Nolay
- La Rochepot
- Auxey-Duresses
- Pommard
- Beaune
- Corberon
- Seurre
- La Villeneuve

où il rejoignait le tracé encore conservé aujourd'hui.

### De Besançon à Clerval
Ce tronçon est repris par l'actuelle route nationale 83 (maintenant déclassée en D 683). Il passe par :
- Roche-lez-Beaupré
- Roulans
- Séchin
- Baume-les-Dames
- Clerval

### De Clerval à Hésingue
La RN 73 faisait alors une excursion en Suisse via Porrentruy avant de revenir en France au niveau de Courtavon.
Le tronçon français ouest (Doubs) a été déclassé en D 73 ; il passait par :
- Anteuil
- Dambelin
- Pont-de-Roide-Vermondans
- Pierrefontaine-lès-Blamont
- Villars-lès-Blamont

Le tronçon français est (Haut-Rhin) a été déclassé en D 473 ; il passait par :
- Courtavon
- Liebsdorf
- Mœrnach
- Kœstlach
- Vieux-Ferrette
- Ferrette
- Werentzhouse
- Folgensbourg
- Hésingue

où il rejoignait l'ancienne route nationale 19.